# Avito
Marco Mecilio Flavio Eparchio Avito (in latino Marcus Maecilius Flavius Eparchius Avitus; Augustonemetum, 395 circa – 457) è stato un imperatore e vescovo romano d'Occidente, regnante dal 455 al 456. Senatore, fu un ufficiale di alto rango, sia civile sia militare, nonché vescovo di Piacenza.
Aristocratico gallo-romano, Avito s'adoperò nel suo pur breve regno a frenare la regressione dell'Impero romano d'Occidente alla sola Penisola italica. Il suo rimpasto dell'organico amministrativo civile e militare romano a favore della nobiltà gallo-romana a lui vicina, però, gli inimicò pesantemente le élite italiche (specie quella senatoria), così come le ingenti spese di mantenimento delle numerose truppe straniere – perlopiù germaniche – al suo seguito gli causarono una forte impopolarità presso la cittadinanza dell'Urbe, ancora parecchio fiaccata dal sacco dei Vandali del 455.
Avito era in ottimi rapporti con i Visigoti di Teodorico II, del quale era amico personale, che infatti lo fiancheggiò, almeno inizialmente, nella sua ascesa al soglio, facendolo acclamare imperatore dalle sue stesse truppe e cui lo stesso Avito cercò d'approfittarne per assimilarli pienamente all'interno della società romana; tuttavia la prospettiva di una solida e profittevole alleanza tra Romani e Visigoti naufragò quando quest'ultimi occuparono – seppur nominalmente a titolo romano – l'Hispania insediata dai Suebi e quando poi si defilarono dinanzi all'insurrezione dei vertici militari italici, lasciando di fatto il nobile gallo-romano in balia dei suoi usurpatori.
Con la sua deposizione, dopo appena quindici mesi di regno, il destino di decadenza dell'Impero d'Occidente fu segnato.

## Biografia

### Origini e carriera
Avito nacque ad Augustonemetum (l'odierna Clermont-Ferrand, in Francia), una florida città dell'Alvernia (regione al secolo compresa nella provincia romana della Gallia Aquitania), intorno al 395 in una prestigiosa famiglia gallo-romana di rango senatoriale; era probabilmente figlio di Agricola (console nel 421) e di una nobildonna, ed ebbe almeno tre figli: Agricola, Ecdicio (in seguito patrizio e generale sotto Giulio Nepote) e Papianilla, che sposò il poeta Sidonio Apollinare. Era imparentato con Magno Felice, Teodoro e Prisco Valeriano
Avito ricevette un'educazione adeguata al suo rango, e studiò legge. Poco prima del 421 fu inviato presso il potente patricius Flavio Costanzo, allo scopo di perorare una richiesta di riduzione delle tasse per la propria gente, ottenendo un successo. Un suo parente, Teodoro, era ostaggio presso la corte del re dei Visigoti Teodorico I: nel 425/426 gli fece visita e conobbe così il sovrano, entrando nelle sue grazie. Conobbe poi, intorno al 439, anche il figlio di Teodorico I, poi salito al trono come Teodorico II, che riuscì a convincere a studiare i poeti latini.
Dopo aver raggiunto posizioni di rilievo nella carriera civile, si dedicò a quella militare. Servì sotto il magister militum Flavio Ezio nelle campagne contro gli Iutungi e i Norici (430/431) e contro i Burgundi (436). Nel 437, divenuto vir inlustris, tornò in Alvernia, dove assunse un posto di alto grado, probabilmente magister militum per Gallias: nello stesso anno sconfisse in battaglia presso Clermont un contingente di predoni unni e obbligò Teodorico a togliere l'assedio a Narbona. Nel 439 divenne Prefetto del pretorio delle Gallie: nello stesso anno contrattò il rinnovo del trattato di amicizia con i Visigoti.
Prima dell'estate del 440 si ritirò a vita privata nei suoi possedimenti terrieri chiamati Avitacum, nei pressi di Clermont. Qui rimase fino al 451, quando gli Unni, guidati da Attila, invasero l'Impero: Avito usò la propria influenza presso Teodorico per convincerlo ad allearsi ai Romani di Ezio; Teodorico ed Ezio sconfissero Attila nella battaglia dei Campi Catalaunici, dove, però, il sovrano visigoto perse la vita.

### Ascesa al trono

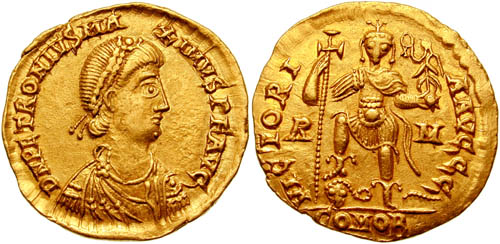
Petronio Massimo, salito al trono alla morte di Valentiniano III, richiamò in servizio Avito, inviandolo a cercare sostegno presso i Visigoti, i quali lo acclamarono imperatore alla morte di Massimo

Nella tarda primavera del 455, Avito fu richiamato in servizio dall'imperatore Petronio Massimo, che lo nominò nuovamente magister militum, probabilmente praesentalis, e lo inviò in missione diplomatica presso la corte di Teodorico II, succeduto al padre, a Tolosa: tale missione aveva probabilmente lo scopo di confermare al nuovo sovrano e ai Visigoti lo status di foederati e di garantirne così il prezioso sostegno al nuovo imperatore. E fu proprio alla corte del sovrano visigoto che gli giunse la notizia della morte di Petronio Massimo (31 maggio) e del sacco di Roma da parte dei Vandali di Genserico. Teodorico colse l'opportunità, e acclamò Avito imperatore a Tolosa: il 9 luglio, il nuovo imperatore ricevette l'acclamazione dall'aristocrazia gallo-romana riunitasi a Viernum, vicino ad Arelate, e poi, intorno al 5 agosto, prima che Avito giungesse a Roma, il riconoscimento del Senato romano.
Attese tre mesi in Gallia, centro del suo sostegno, per consolidare il suo potere prima di scendere in Italia con un esercito gallo-romano rafforzato probabilmente con un contingente goto. Probabilmente passò per il Norico, onde restaurarne il controllo imperiale; poi passò da Ravenna, dove lasciò un contingente goto al comando del visigoto Remisto, che aveva fatto nominare per l'occasione patricius e magister militum. Il 21 settembre, infine, entrò a Roma.

### Consolidamento del potere
Il potere di Avito sarebbe dipeso dall'atteggiamento delle principali forze in gioco sullo scacchiere dell'Impero d'Occidente. Il nuovo imperatore doveva ottenere il sostegno sia delle istituzioni civili, come il Senato romano e l'imperatore d'Oriente Marciano, che delle componenti militari, nella fattispecie i generali dell'esercito romano Maggioriano e Ricimero e i Vandali di Genserico.
Il 1º gennaio 456 assunse il titolo di console, come costume per gli imperatori, che tenevano il consolato per il primo anno che iniziavano sul trono. Il consolato sine collega (senza collega) di Avito non fu però riconosciuto in Oriente, dove furono consoli Flavio Giovanni e Flavio Varane. Il mancato riconoscimento reciproco dei consoli indica che, malgrado l'immediato tentativo di Avito di ottenere il riconoscimento di Marciano, i rapporti tra i due imperi non furono di piena collaborazione.

### Politica estera
Il problema delle incursioni dei Vandali era talmente sentito che già Marciano aveva cercato di trattare l'interruzione degli assalti alle coste italiane, inutilmente; Avito rinnovò il tentativo, appellandosi al trattato stipulato tra Genserico e Valentiniano III nel 442 e confidando nell'esercito romano e nelle forze alleate. Gli attacchi dei Vandali ripresero nel marzo 456, malgrado un'ulteriore ambasciata di Marciano, con la distruzione di Capua; Avito incaricò Ricimero di difendere la Sicilia dagli attacchi di Genserico, e le forze romane sconfissero quelle vandale in due successive battaglie, una di terra vicino ad Agrigento e una navale in Corsica.

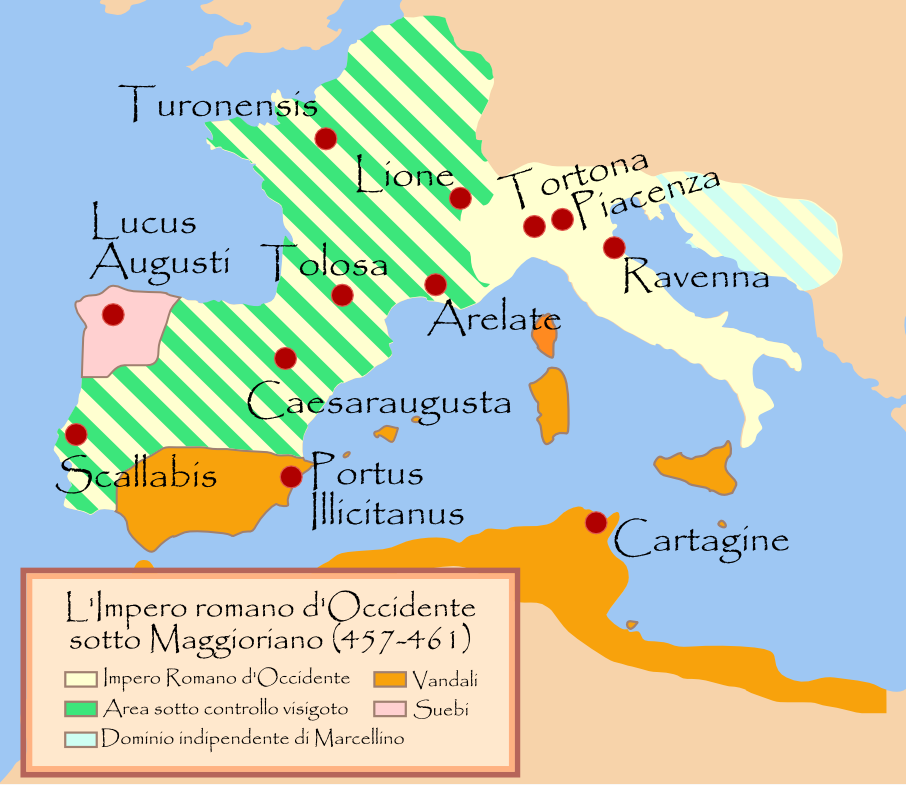
L'Impero romano d'Occidente nel 457. La Gallia e parte dell'Hispania erano parte dell'Impero, ma, di fatto, fuori dal controllo dell'imperatore, in quanto occupate dai Visigoti di Teodorico II a nome dei Romani.

Il regno di Avito vide anche l'espansione dei Visigoti in Hispania, formalmente per conto dei Romani, in effetti in maniera autonoma. Già nel 455 Avito aveva inviato un ambasciatore, il comes Frontone, presso i Suebi, stanziati nella penisola iberica; successivamente fu Teodorico II a intimare ai Suebi di dichiarare la propria lealtà all'Impero, cui i Visigoti erano legati da un trattato, ma quando i Suebi reagirono invadendo la Hispania Tarraconensis romana, i Visigoti li attaccarono e sconfissero nella battaglia del fiume Urbicus (5 ottobre 456), occupando la regione, almeno nominalmente, in quanto foederati dell'Impero.

### Caduta
Intanto, il risentimento della popolazione romana verso Avito cresceva. L'imperatore gallo-romano, infatti, aveva concesso molti posti di rilievo dell'amministrazione pubblica a membri dell'aristocrazia gallo-romana. Inoltre la città di Roma, uscita devastata dal sacco dei Vandali, soffrì a causa della penuria di cibo, già scarso a causa della supremazia navale vandala e ulteriormente razionato a causa delle truppe straniere al seguito di Avito. Le casse dello stato, infine, erano vuote, e quando i soldati visigoti dell'imperatore furono congedati, dietro pressione del popolo, li si pagò con il denaro ottenuto dalla vendita del metallo di alcune statue bronzee, fuse per questo scopo. Tutti questi eventi non fecero che aumentare l'impopolarità di Avito.
Approfittando del malcontento popolare, dell'allontanamento delle truppe dell'imperatore e del prestigio derivato dalle vittorie riportate, Ricimero e il comes domesticorum Maggioriano si ribellarono, e Avito fu costretto ad allontanarsi dalla città (a inizio autunno), dirigendosi a nord. Ricimero convinse il Senato romano a deporre Avito e fece assassinare a Ravenna, nel Palazzo in Classis, il magister militum Remisto, il 17 settembre 456.
Avito nominò Messiano, che lo aveva aiutato nella sua missione presso i Visigoti per conto di Petronio Massimo, nuovo magister militum al posto di Remisto; probabilmente si recò in Gallia (ad Arelate), con lo scopo di raccogliere le forze disponibili (presumibilmente quelle che aveva appena congedato); infine impegnò in battaglia l'esercito nemico, guidato da Ricimero, a Piacenza. L'imperatore entrò in città col proprio esercito di alleati, scontrandosi col grande esercito di Ricimero; dopo un grande massacro di suoi uomini, tra cui Messiano, Avito fuggì (17 o 18 ottobre).
Ricimero e Maggioriano decisero di risparmiare la vita all'imperatore: depostolo, lo obbligarono a farsi ordinare vescovo di Piacenza, per mano del vescovo di Milano Eusebio.

### Morte

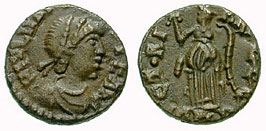
Maggioriano, comes domesticorum di Avito, e Ricimero, generale di origine barbara dell'esercito romano, si ribellarono al proprio imperatore, lo sconfissero a Piacenza, lo deposero dopo quindici mesi di regno e lo obbligarono a divenire vescovo; fu poi Maggioriano stesso a salire sul trono imperiale.

La morte di Avito avvenne in circostanze non chiare, nel 457. Avito era infatti ancora un pericolo: in alcune zone dell'impero era ancora considerato l'imperatore, e le fonti attestano in Gallia un tentativo di colpo di stato di un certo Marcello, forse con lo scopo di rimettere il nobile gallo-romano sul trono.
Avendo saputo che era stato condannato a morte dal Senato romano, Avito tentò di rifugiarsi in Gallia, con la scusa di portare dei doni alla basilica di San Giuliano in Alvernia, la sua terra di origine. Secondo Gregorio di Tours, l'ex-imperatore morì durante il viaggio; per altre fonti, fu eliminato da Maggioriano, il quale lo strangolò o lo fece morire di fame.
Fu sepolto a Brioude, vicino alla tomba di san Giuliano.

## Parenti
- Ecdicio Avito, figlio
- Alcimo Ecdicio Avito, poeta e vescovo, nipote
- Gaio Sollio Sidonio Apollinare, genero, autore di un panegirico di Avito che rimane un'importante fonte per la ricostruzione della sua vita e del suo principato.